# 柯思亞·烏曼
柯思亞·烏曼（德語：Kostja Alexander Ullmann，1984年5月30日—），是一位德國知名男演員和藝人，至今以來他參與演出電影有50餘部影視作品，包跨《我的夏日戀曲》、《諜報風雲》及《孤膽保鏢》系列，由於他在2014年電影中的《歡迎光臨愛情沙龍》飾演時尚圈最著名的美髮大師賀湯姆，更是同志圈最性感的天菜象徵而當紅的。

## 生平
烏曼出生於德國漢堡，他具有英德葡萄牙和印度血統，父親是一位舞台劇演員、母親來自倫敦芭蕾舞團。他從11歲就登上劇場演出，之後一路在電視圈發展，直到2004年被導演馬可·克魯玆沛納（Marco Kreuzpaintner）相中，在電影《我的夏日戀曲》（Summer Storm）談起兩小無猜的同志愛而廣獲影壇矚目，並榮獲奧地利溫蒂妮獎的最佳新演員大獎。他第二部挑大樑主演的電影《獵物》（Hounded），更一舉擒獲瑞士盧卡諾影展最佳影片金豹獎，而德國GQ雜誌在2007年便慧眼獨具地將他評為年度最閃亮新星。烏曼近年戲約不斷，至今已演出過50餘部影視作品，這兩年更演出了六部電影作品，包括與已故奧斯卡影帝菲臘·西摩·荷夫曼（Philip Seymour Hoffman）的跨國合作諜報電影，以及愛情喜劇新片《歡迎光臨愛情沙龍》（Coming In），堪稱德國影壇的當紅炸子雞。

## 影視作品
| 影片年份 | 中文片名         | 英文片名                |
| -------- | ---------------- | ----------------------- |
| 2005     | 我的夏日戀曲     | Sommersturm             |
| 2010     | 我搖滾戀習曲     | Single by Contract      |
| 2012     | 孤膽保鏢         | Shutzengel              |
| 2014     | 諜報風雲         | A Most Wanted Man       |
| 2014     | 歡迎光臨愛情沙龍 | Coming In               |
| 2017     | 看見5%的奇蹟     | My Blind Date with Life |
| 2017     | 三人一寶         | 3 Türken und ein Baby   |
| 2020     | 聖誕交鋒         | Christmas Crossfire     |

## 外部連結
- 柯思亞·烏曼在互联网电影资料库（IMDb）上的資料（英文）
- 柯思亞·烏曼 （页面存档备份，存于）的官網
- 柯思亞·烏曼的X（前Twitter）
- 柯思亞·烏曼的Instagram帳戶